# Arminius Lange
Hermann Lange (ur. 16 kwietnia 1912 w Leer zm. 10 listopada 1943 w Hamburgu) – niemiecki prezbiter, męczennik, błogosławiony Kościoła katolickiego.

## Życiorys
Hermann Lange urodził się w bardzo religijnej rodzinie. Wstąpił do seminarium i został wyświęcony na kapłana. Potem został mianowany kaznodzieją. W 1939 roku wybuchła II wojna światowa i w dniu 10 listopada 1943 roku został aresztowany i stracony przez ścięcie na gilotynie w tym samym dniu.
Został beatyfikowany przez papieża Benedykta XVI w dniu 25 czerwca 2011 roku.